# پلایدلسهایم
پلایدلسهایم (به آلمانی: Pleidelsheim) یک شهر در آلمان است که در ناحیهٔ لودویگزوبورگ واقع شده‌است.

## خصوصیات
پلایدلسهایم ۶٬۴۱۲ نفر جمعیت دارد.